# Parco costiero di Hitachi
Il parco costiero di Hitachi (国営ひたち海浜公園?, Kokuei Hitachi kaihinkōen, in inglese Hitachi Seaside Park) è un parco cittadino e orto botanico a Hitachinaka.

## Storia

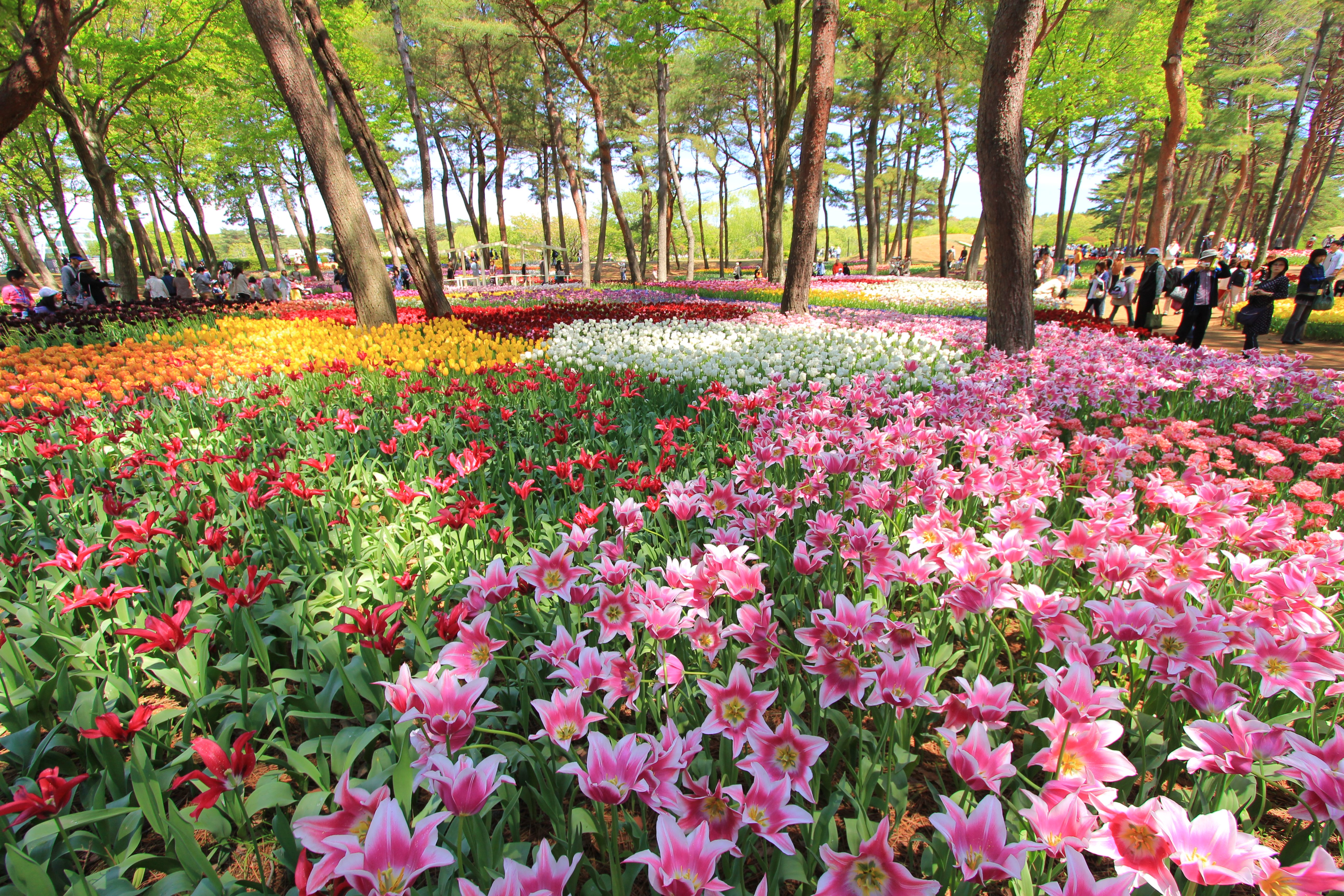
Interno del parco

L'intenzione di realizzare un parco sulla costa della città di Hitachinaka si ebbe nel 1979; i lavori iniziarono nel 1984 e il parco fu inaugurato nel 1991, per poi essere progressivamente ingrandito fino a raggiungere 1.900.000 metri quadrati. È conosciuto in particolare per la presenza di Nemophila; sono stati piantati oltre 4.5 milioni di esemplari di questo fiore, al quale ogni anno viene dedicato un festival. Vi sono inoltre circa un milione di narcisi, 170 varietà di tulipani e numerose altre specie floreali. 
Sono stati allestiti anche una ruota panoramica e specifici percorsi ciclabili.
Ad agosto di ogni anno nel parco si svolge il raduno "Rock in Japan", incentrato sulla musica rock.